# Commissaris Achterberg
Commissaris Achterberg is de naam van een fictieve politiecommissaris die een hoofdrol speelt in een aantal jeugdboeken. Zijn geestelijke vader is de politieman Wim van Helden (1906-1997). De illustraties werden verzorgd door Gerard van Straaten maar later door Herry Behrens.

## Auteur
Wim van Helden was een Rotterdamse politie-adjudant. Hij vond dat de meeste politieagenten in boeken niet erg leken op hemzelf of zijn collega's. Als adjudant van de Rotterdamse gemeentepolitie beschikte hij over genoeg praktijkervaring om het in zijn ogen verkeerde beeld van de politie recht te zetten. In 1954 verscheen zijn eersteling “De verdwenen radiowagen”.  De eerste gebonden editie was 'verluchtigd' met foto's van Rotterdamse agenten in radiowagens. Later zou Kluitman het boekje uitgeven als pocket onder de titel: 'Commissaris Achterberg en de verdwenen radiowagen', als eerste uit de reeks avonturen van de commissaris. 

## Personages
Achterberg is een al wat oudere politieman, hoofd van een recherche-afdeling van de Rotterdamse politie. In de boeken krijgt hij meestal onverwachte assistentie van twee scholieren: Bram de Winter en Eddy van Nus. Bram en Eddy hebben dezelfde eigenschap als Miss Marple in de boeken van Agatha Christie, om de een of andere reden raken ze voortdurend betrokken bij allerlei misdaden. Als ze gaan kamperen, komen ze op het spoor van een bende kidnappers, op het moment dat ze met een bootje in de Rotterdamse haven varen, pikken ze een juwelendief op en als Bram een ijsje koopt, betaalt hij met het valse tientje dat een valsmunter hem heeft toegestopt. Van Helden introduceerde de twee scholieren met het oogmerk om de boeken interessant te houden voor zijn doelgroep, de oudere jeugd. Via Bram en Eddy kan de lezer zich identificeren met de hoofdpersonen. Het gevolg is echter wel dat de twee jeugdige detectives beter uit de verf komen dan Commissaris Achterberg zelf. Hij blijft een wat kleurloze figuur, een aardige opa die op de achtergrond aan de touwtjes trekt. Zelfs de twee belangrijkste rechercheurs van de commissaris, Dikke Piet en Magere Gerrit, krijgen meer karakter mee, hoewel het duo meer de politieversie lijkt van Laurel en Hardy.
Ondanks de kleurloosheid van de commissaris zijn de boeken zelf levendig genoeg. Van Helden weet waarover hij schrijft en geeft een goed beeld van de werkwijze van de recherche. Anders dan sommige tv-series ons willen doen geloven is veel recherchewerk routine en een kwestie van veel geduld en een beetje geluk. In 'Commissaris Achterberg en de valsemunters' lopen Dikke Piet en Magere Gerrit alle drukkerijen in Rotterdam af om na te gaan wie een bepaalde papiersoort heeft besteld. Daarnaast is Van Helden een goed verteller, hij weet een zekere spanning op te bouwen, terwijl de nodige humor voor een goede afwisseling zorgt. 
Van Helden schreef de meeste verhalen over Commissaris Achterberg in de jaren vijftig en zestig. Het tijdbeeld is vooral terug te vinden in details. Zo heeft Bram het over het radioprogramma: 'Negen heit de klok', dat uiterst populair was in de jaren vijftig. In 'Commissaris Achterberg en de verdachte bungalowbewoners' komt een vakantiekolonie voor waar 'bleekneusjes' naartoe werden gestuurd. In de jaren vijftig en een deel van jaren zestig werden inderdaad arme stadskinderen naar dergelijke kolonies gestuurd om aan te sterken. Ook bezoeken Bram en Eddy de ulo, een schooltype dat allang is verdwenen. Ook wordt roken nog als "normaal" en zijnde de norm neergezet met regelmatig passages dat de Commissaris een sigaar opstak en rookte in het bijzijn van minderjarigen. Ook de misdadigers in de boeken hebben bijnamen die wat gedateerd aandoen en lijken wel erg braaf vergeleken met de criminelen uit latere jaren.
In de jaren 70 is er van de meeste boeken een nieuwe druk verschenen en werden bepaalde zaken naar het heden aangepast.
Zo was er bij het boek de Valsemunters in de eerste druk sprake van een vals tientje, in de latere druk werd het een vals honderdje. Ook het schooltype ulo werd in de nieuwe druk van het deel Commissaris Achterberg slaat toe vervangen door mavo. Ook werden de illustraties vernieuwd. Het laatste deeltje de ontvoerde marathonloper (Teun Klomp) is geïnspireerd op de Olympische Spelen van München in 1972.

## Fictieve zaken
In de boeken komen geregeld fictieve zaken voor zoals zelfverzonnen landen, plaatsen, straatnamen en zaken. Van Helden verzon deze om verwarring met echte landen, plaatsen, straten en zaken uit te sluiten. Maar de meeste zaken zijn niet fictief en gewoon Rotterdams. De volgende fictieve zaken kwamen in de boeken voor:
- In de verdwenen radiowagen: de Utrechtse bank.
- In grijpt in: een elektrische helicopter die auto's vervoert.
- In de smokkelhond van Slimme Wang: de Utrechtse bank, de Schaarstraat[1] en Nootstraat.
- In komt in actie: de badplaats Putvoorn op Voorne-Putten en de Vlaamse haven Vlaming.
- In de valse munters: het plaatsje Heukelaar ergens op de Veluwe.
- In de ontvoerde marathonloper: het land "Ramero" dat de marathon al drie maal eerder gewonnen had.

## Verschenen boeken
In totaal zijn er in de periode 1954-1972 negen boeken in deze reeks verschenen waarbij de (bij)namen van de misdadigers als volgt waren:
- Commissaris Achterberg en de verdwenen radiowagen: Amsterdamse Joop, Jimmy, Toon, Arie en Annie
- Commissaris Achterberg en de verdachte bungalowbewoners: de Slome, Wilde Nol en Nel
- Commissaris Achterberg grijpt in: Jopie, Rinus van den Berg, de uitvinder,
- Commissaris Achterberg en de smokkelhond van slimme Wang: Hang Wang, Kok, Knecht, Man met het litteken en oude Teun
- Telefoon voor Commissaris Achterberg: Linke Toon en sterke Willem
- Commissaris Achterberg slaat toe: Stierennek, de Uil, Rooie Niek en mooie Charlie
- Commissaris Achterberg komt in actie: Man met de lieslaarsen, Broers van de Speeltuin
- Commissaris Achterberg en de valse munters: Jos, Nelis en Rie
- Commissaris Achterberg en de ontvoerde marathonloper: de Amerikaanse gangsters.